# Olga Tokarczuk
Olga Nawoja Tokarczuk (Sulechów, 29 de janeiro de 1962) é uma escritora polonesa. Recebeu o Nobel de Literatura de 2018 (concedido em 2019).
Graduou-se em Psicologia pela Universidade de Varsóvia. Trabalhou como terapeuta antes de começar a se dedicar à literatura. Foi co-roteirista de Pokot, uma adaptação cinematográfica de seu romance Sobre os ossos dos mortos, dirigida por sua compatriota Agnieszka Holland. Foi a vencedora do voto do júri popular.
Recebeu em 2018 o Prémio Internacional Man Booker
Em seus livros aparecem com frequência temas como insignificância humana, exaltação da natureza e defesa do irracionalismo. Em Sobre os ossos dos mortos, por exemplo, traz um "romance policial sobre a insignificância humana", trabalhando com a relação homem-animal.

## Obras
- 1989 – Miasto w lustrach (poesia)
- 1993 – Podróż ludzi księgi. Warszawa (romance)
- 1999 – E.E. (romance)
- 1996 – Prawiek i inne czasy (romance)
  - em Portugal: Outrora e outros tempos, 2020, Cavalo de Ferro, ISBN 9789895640690

- 1997 – Szafa (contos)
- 1998 – Dom dzienny, dom nocny (romance)
  - em Portugal: Casa de dia, casa de noite, 2021, Cavalo de Ferro, ISBN 9789895644148

- 2000 – Opowieści wigilijne (contos, com Jerzy Pilch e Andrzej Stasiuk)
- 2000 – Lalka i perła (ensaio)
- 2001 – Gra na wielu bębenkach (contos)
- 2004 – Ostatnie historie (contos)
- 2006 – Anna w grobowcach świata (romance)
- 2007 – Bieguni (romance)
  - no Brasil: Os vagantes, 2014, Tinta Negra, ISBN 9788563876300
  - no Brasil: Correntes, 2021, Todavia, ISBN 9786556921518
  - em Portugal: Viagens, 2019, Cavalo de Ferro, ISBN 9789896232702

- 2009 – Prowadź swój pług przez kości umarłych (romance)
  - no Brasil: Sobre os ossos dos mortos, 2019, Todavia, ISBN 9786580309696
  - em Portugal: Conduz o teu arado sobre os ossos dos mortos, 2019, Cavalo de Ferro, ISBN 9789896686673

- 2012 – Moment niedźwiedzia (ensaios)
- 2014 – Księgi Jakubowe (romance)
- 2017 – Zgubiona dusza (história ilustrada)
  - no Brasil: A alma perdida, 2020, Todavia, ISBN 9786556920641
  - em Portugal: A alma perdida, 2020, Fábula, ISBN 9789896689339

- 2018 – Opowiadania bizarne (contos)
  - em Portugal: Histórias bizarras, 2022, Cavalo de Ferro, ISBN 9789896236267
- 2018 – Profesor Andrews w Warszawie. Wyspa (contos)
- 2020 – Czuły narrator (ensaios e palestras)
  - no Brasil: Escrever é muito perigoso, 2023, Todavia, ISBN 9786556923994
- 2022 – Empuzjon (romance)
  - em Portugal: Empúsio, 2023, Cavalo de Ferro, ISBN 9789897872105
- 2023 – Pan Wyrazisty (história ilustrada)
  - no Brasil: Um senhor notável, 2023, Baião, ISBN 9786598011550

## Prêmios
- 2014 – Finalista do Prêmio Literário Internacional IMPAC de Dublin, por Dom dzienny, dom nocny
- 2015 – Prêmio Nike de Literatura (júri popular), por Ksiegi Jakubowe
- 2018 – Prémio Internacional Man Booker, por Bieguni
- 2018 - Prêmio Nobel de Literatura